# Penzberger Mordnacht
Die sogenannte Penzberger Mordnacht war ein Endphaseverbrechen des Zweiten Weltkriegs, das am 28. April 1945 in Penzberg (ca. 50 km südlich von München gelegen) durch Mitglieder einer Einheit des so genannten „Werwolf Oberbayern“ begangen wurde. Als Täter dieses Verbrechens wurden Oberstleutnant Berthold Ohm, Oberstleutnant Hans Bauernfeind, der SA-Brigadeführer Hans Zöberlein, der Ortsgruppenleiter Martin Rebhahn sowie die Werwolf-Angehörigen Ferdinand Zila und Felix Achtelik verurteilt.

## Geschehnisse
Am Morgen des 28. April 1945 strahlte die Freiheitsaktion Bayern über Rundfunk eine Meldung aus. Der Krieg wurde für Bayern als beendet erklärt. Die 1933 von den Nationalsozialisten abgesetzten ehemaligen Bürgermeister wurden aufgefordert, ihre Positionen wieder einzunehmen.
In Penzberg verhinderte der ehemalige SPD-Bürgermeister Hans Rummer (1880–1945) daraufhin die Sprengung des Bergwerkes, sorgte für die Befreiung von Zwangsarbeitern und Gefangenen aus benachbarten Lagern und setzte den nationalsozialistischen Bürgermeister ab. Während man versuchte, die im Verlauf der nationalsozialistischen Machtergreifung beseitigte demokratische Stadtverwaltung neu zu konstituieren, umstellte das erst im Februar 1945 aufgestellte Schwere Werfer-Regiment 22 der Volks-Werfer-Brigade 18 das Rathaus. Nach der Genehmigung durch den Münchner Gauleiter Paul Giesler ließ der Kommandant des Regiments, Berthold Ohm, Rummer und sieben seiner Mitstreiter erschießen. Dafür wurden diese um 18 Uhr in einem Bus mit verhängten Fenstern in die Nähe des Sportplatzes an der Bichler Straße gefahren und jedes der Opfer einzeln erschossen.
Eine Einheit des so genannten „Werwolf Oberbayern“, angeführt durch den bekannten Kriegsschriftsteller und SA-Brigadeführer Hans Zöberlein, stieß nach dieser Erschießungsaktion zu dem Werfer-Regiment. Bei der nachfolgenden „Strafaktion“ ermordete diese Einheit als „Fliegendes Standgericht“ weitere acht Menschen, die willkürlich als Widerständler galten, darunter mit Agathe Fleissner eine schwangere Frau.

## Opfer
Insgesamt starben in der Penzberger Mordnacht 17 Menschen, darunter ein ungeborenes Kind:
- Gegen 18 Uhr:
  - Hans Rummer (* 1880 in St. Johannisrain), ehemaliger SPD-Bürgermeister
  - Michael Boos (* 1888 in Penzberg), SPD-Mitglied
  - Rupert Höck (* 1891 in Uffing), KPD-Mitglied
  - Johann Dreher (* 1895 in Emming), SPD-Mitglied
  - Ludwig März (* 1897 in Penzberg), KPD-Mitglied
  - Paul Badlehner (* 1899 in Mainburg), KPD-Mitglied
  - Michael Schwertl (* 1901 in Mirskofen), SPD-Mitglied
  - Josef Kastl (* 1905 in Neubau), KPD-Mitglied (auf der Flucht angeschossen, später den Verletzungen erlegen)
- Weitere Opfer wurden an den Bäumen in der Bahnhof-, Gustav- und Karlstraße mit einem Schild Werwolf versehen erhängt:
  - Gottlieb Belohlawek (* 1897 in Nürschan)
  - Franz Biersack (* 1896 in Penzberg), KPD-Mitglied
  - Eheleute Agathe (* 1904 in Penzberg) und Franz Xaver Fleissner (* 1900 in Penzberg) und deren ungeborenes Kind
  - Eheleute Therese (* 1900 in Penzberg) und Johann Zenk (* 1899 in Penzberg)
  - Albert Grauvogel (* 1901 in Heufeld), KPD-Mitglied
  - Johann Summerdinger (* 1899 in Rottenbach)

Des Weiteren sollte Sebastian Tauschinger (* 1904) erhängt werden, der Strick riss jedoch und er überlebte verletzt. Franz Schwab (* 1895) wurde angeschossen und konnte ebenfalls fliehen.

## Prozess
Der Prozess gegen die Mörder von Penzberg begann am 14. Juni 1948. Er wurde im Penzberger Kameradschaftshaus geführt und dauerte etwa zwei Wochen. Es wurden angeklagt und verurteilt:
- Oberstleutnant Berthold Ohm, Kommandeur des Schweren Werfer-Regiments 22, zu 15 Jahren Zuchthaus;
- Oberstleutnant Hans Bauernfeind, Chef des „Fliegenden Standgerichts“ der Werwolf-Einheit, zum Tode;
- Hans Zöberlein, Chef der Werwolf-Einheit, zum Tode;
- Martin Rebhahn, Hauer und NSDAP-Ortsgruppenleiter von Penzberg, Mitglied des Werwolfs, zu lebenslänglichem Zuchthaus;
- Ferdinand Zila, Penzberger, Mitglied des Werwolfs, zu dreieinhalb Jahren Zuchthaus;
- Felix Achtelik, Mitglied des Werwolfs, zu lebenslänglichem Zuchthaus.

Freigesprochen wurden:
- Hauptmann Kurt Bentrott, Abteilungskommandeur im Schweren Werfer-Regiment 22 und
- Leutnant Fritz Rethage, dort Batteriechef.

Die Todesstrafen wurden, da mit der Gründung der Bundesrepublik Deutschland die Todesstrafe abgeschafft wurde, in lebenslängliche Zuchthausstrafen umgewandelt. In fünf weiteren Prozessen zwischen 1950 und 1956 wurden sämtliche Strafen herabgesetzt. Bauernfeind wurde freigesprochen. Ohms Strafe wurde zunächst reduziert. 1956 wurde er endgültig freigesprochen. Zöberlein wurde 1958 aus gesundheitlichen Gründen aus dem Zuchthaus entlassen. Der 1944 kommissarisch eingesetzte Bürgermeister Josef Vonwerden wurde 1951 zu drei Jahren Zuchthaus verurteilt.

## Gedenken
Mahnmal

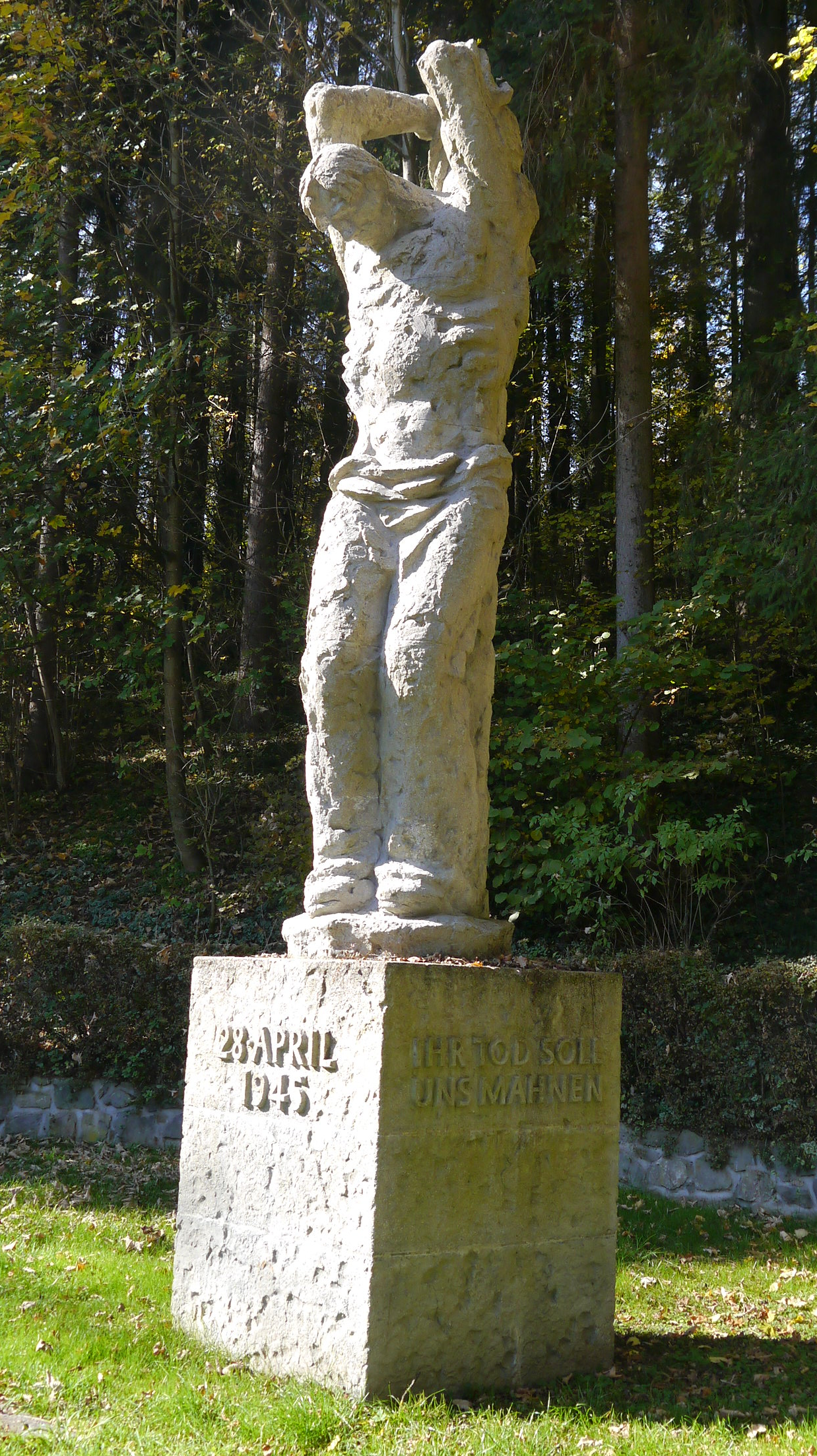
Mahnmal von Nikolaus Röslmeir

Im Oktober 1948 wurde ein von Nikolaus Röslmeir geschaffenes Mahnmal für die Opfer an der Erschießungsstätte am Platz An der Freiheit errichtet und eingeweiht. Der Platz erhielt den Namen „Freiheit“. Außerdem befindet sich in unmittelbarer Nähe die Straße des 28. April 1945 und An der Freiheit. Im April 1970 wurde in Berlin im Penzberger Partnerbezirk Schöneberg an der Penzberger Straße ein Gedenkstein für die „Opfer der Penzberger Mordnacht“ von Georg Fehrenbach enthüllt.
Friedhof
Auf dem städtischen Friedhof befinden sich die Ehrengräber der Opfer. Mit Ausnahme des Sindelsdorfers Michael Schwertl sind alle Opfer hier bestattet worden.
Gedenkfeiern
Am 1. Mai 1945 fand die erste öffentliche Gedenkfeier zur „Mordnacht“ an der Erschießungsstätte statt. Später wurde alljährlich am 28. April mit dem Besuch der Gräber und des Mahnmals der Opfer gedacht. Alle fünf Jahre findet eine größere Gedenkveranstaltung statt.
Im April 2020 fand wegen der COVID-19-Pandemie eine Kranzniederlegung im kleinen Kreise am Friedhof statt. Um 18 Uhr läuteten alle Glocken der Penzberger Kirchen. Anschließend spielten 16 Musiker an 16 Orten in Penzberg das „Steigerlied“.
Im April 2021 wurde auf dem Penzberger Stadtplatz eine Bronze-Gedenkplatte enthüllt. Die Tafel für die „Opfer der Penzberger Mordnacht“ zählt die Namen der Opfer auf. Am Mahnmal fand eine Mahnblumen-Aktion statt.
Ehrenbürgerschaft
Am 28. April 2005 werden alle 16 Opfer zu Ehrenbürgern der Stadt Penzberg ernannt.
Dauerausstellung
Darüber hinaus existiert eine Dauerausstellung über die Mordnacht im Museum Penzberg. Seit 1995 wurde dort ein Raum der Erinnerung an den 28. April 1945 gewidmet. 2005 wurde der Raum mit Materialien und Bildern neu gestaltet. Seit 2023 bietet die Stadt Penzberg zusammen mit dem Museum Penzberg interaktive Führungen zum Thema Mordnacht durch das Stadtgebiet an.
Veröffentlichungen
Zu den Jahrestagen erschienen Broschüren die Informationen über die Ereignisse vom 28. April 1945 boten.
2021 erschien Kirsten Boies Jugendroman Dunkelnacht im Oetinger-Verlag, der sich auf fiktiver Ebene mit den Geschehnissen der Mordnacht befasst. Der Roman wurde 2022 mit dem Deutschen Jugendliteraturpreis in der Kategorie „Jugendbuch“ ausgezeichnet. Im Buch verwendet Boie die echten Namen der Täter sowie Opfer. Kurz nach der Verleihung des Preises sicherte sich Perathon Film die Rechte an einer Verfilmung.
Straßennamen
- An der Freiheit
- Agathe-Fleissner-Weg
- Bürgermeister-Rummer-Straße (vormals Hans-Schemm-Straße)
- Johann-Dreher-Straße
- Josef-Kastl-Straße
- Ludwig-März-Straße (vormals Steinbruchstraße)
- Straße des 28. April 1945 (vormals Denkmalstraße)
- Therese-Zenk-Weg

Stolpersteine
Am 27. April 2022 verlegte Gunter Demnig den 90.000sten Stolperstein in Gedenken an die schwangere Agathe Fleissner, welche in der Penzberger Mordnacht erhängt wurde. Für die anderen Ermordeten und zwei Überlebenden wurden ebenfalls Stolpersteine verlegt. Die Stolpersteine wurden an den ehemaligen Wohnanschriften in Penzberg und Sindelsdorf verlegt.
- Alpenstraße 5 (Michael Boos)
- Bahnhofstraße 21 (Franz Biersack)
- Bahnhofstraße 21 (Johann Summerdinger)
- Bürgermeister-Rummer-Straße 10 (Agathe Fleissner)
- Bürgermeister-Rummer-Straße 10 (Franz Xaver Fleissner)
- Bürgermeister-Rummer-Straße 23 (Johann Dreher)
- Bürgermeister-Rummer-Straße 25 (Johann Rummer)
- Eschenweg 2, Sindelsdorf (Michael Schwertl)
- Fischhaberstraße/Eingangsbereich Friedhof vormals Fischhaber 19 (Albert Grauvogel)
- Heimstättensiedlung 44 (Josef Kastl)
- Karlstraße 24 (Therese Zenk)
- Karlstraße 24 (Johann Zenk)
- Abzweigung Karlstraße/Am Museum vormals Karlstraße 50 (Gottlieb Belohlawek)
- Ludwig-März-Straße 2 (Ludwig März)
- Ludwig-März-Straße 25 (Sebastian Tauschinger)
- Philippstraße 26 (Paul Badlehner)
- Sigmundstraße 1 (Rupert Höck)
- Sindelsdorfer Straße 55 (Franz Schwab)